# Euthalia amabilis
Euthalia amabilis är en fjärilsart som beskrevs av Otto Staudinger 1896. Euthalia amabilis ingår i släktet Euthalia och familjen praktfjärilar. Inga underarter finns listade i Catalogue of Life.